# Fijne zeeden
De fijne zeeden (Abietinaria filicula) is een hydroïdpoliep uit de familie Sertulariidae. De poliep komt uit het geslacht Abietinaria. Abietinaria filicula werd in 1786 voor het eerst wetenschappelijk beschreven door Ellis & Solander.

## Beschrijving
Vanwege de sterke gelijkenis wordt de fijne zeeden vaak aangezien voor het zeedennetje (Abietinaria abietina), maar de fijne zeeden is kleiner. De hoofdstam is onvertakt of dun vertakt, met regelmatig uit elkaar geplaatste, afwisselende zijtakken in een plat vlak. De hydrothecae zijn sub-alternatief op zowel de stengel als de zijtakken geplaatst. Typische kolonies zijn ongeveer 30 mm hoog, maar kunnen langwerpig en vertakt worden tot 100 mm.

## Verspreiding
De fijne zeeden komt voor in zowel de Noordelijke Atlantische als de Pacifische Oceaan; noordelijk doordringend tot in arctische gebieden; in het zuiden tot in subtropische wateren en de Middellandse Zee. Evenals de A. abietina groeit deze soort op een harde bodem, schelpen en stenen.